# کامن گورانوف
کامن گورانوف (بلغاری: Камен Горанов؛ زادهٔ ۷ ژوئن ۱۹۴۸) کشتی‌گیر اهل بلغارستان است.